# Škoda Kodiaq I
Le Škoda Kodiaq est une automobile de la catégorie des SUV familiaux produite par le constructeur automobile tchèque Škoda, dévoilée au public à l'occasion du Mondial de l'automobile de Paris 2016 et commercialisée en mars 2017 jusqu'à fin 2023..

## Présentation
Long de 4,70 m et reposant sur la plateforme technique modulaire MQB A-2 (Modularer Querbaukasten) du groupe Volkswagen, le Kodiaq est le premier SUV du constructeur tchèque Škoda. Plus long de 21 cm que Volkswagen Tiguan avec lequel il partage sa plateforme, et de la même taille que son futur cousin le Seat Tarraco, le Kodiaq vise une clientèle plus familiale et, à ce titre, la presse spécialisée vante ses aspects pratiques tels que l'espace offert aux places arrière, le volume du coffre ou encore la possibilité d'avoir cinq ou sept places,,. La commercialisation intervient en mars 2017 avec cinq motorisations (plus une version hybride prévue pour 2019) dont la possibilité d'avoir une transmission intégrale et un tarif de base volontairement assez bas.
Le nom Kodiaq est tiré à la fois de l'île Kodiak située en Alaska et de l'ours du même nom. Le directeur de Škoda France indique que la marque a voulu inspirer une notion de robustesse à travers ce nom. Le design est largement inspiré du concept Vision S présenté au Salon de Genève 2016.

### Phase 2
La version restylé du Kodiaq est présentée le 13 avril 2021.
Le Kodiaq est remplacé par une nouvelle génération présentée officiellement fin 2023, pour une commercialisation en 2024.

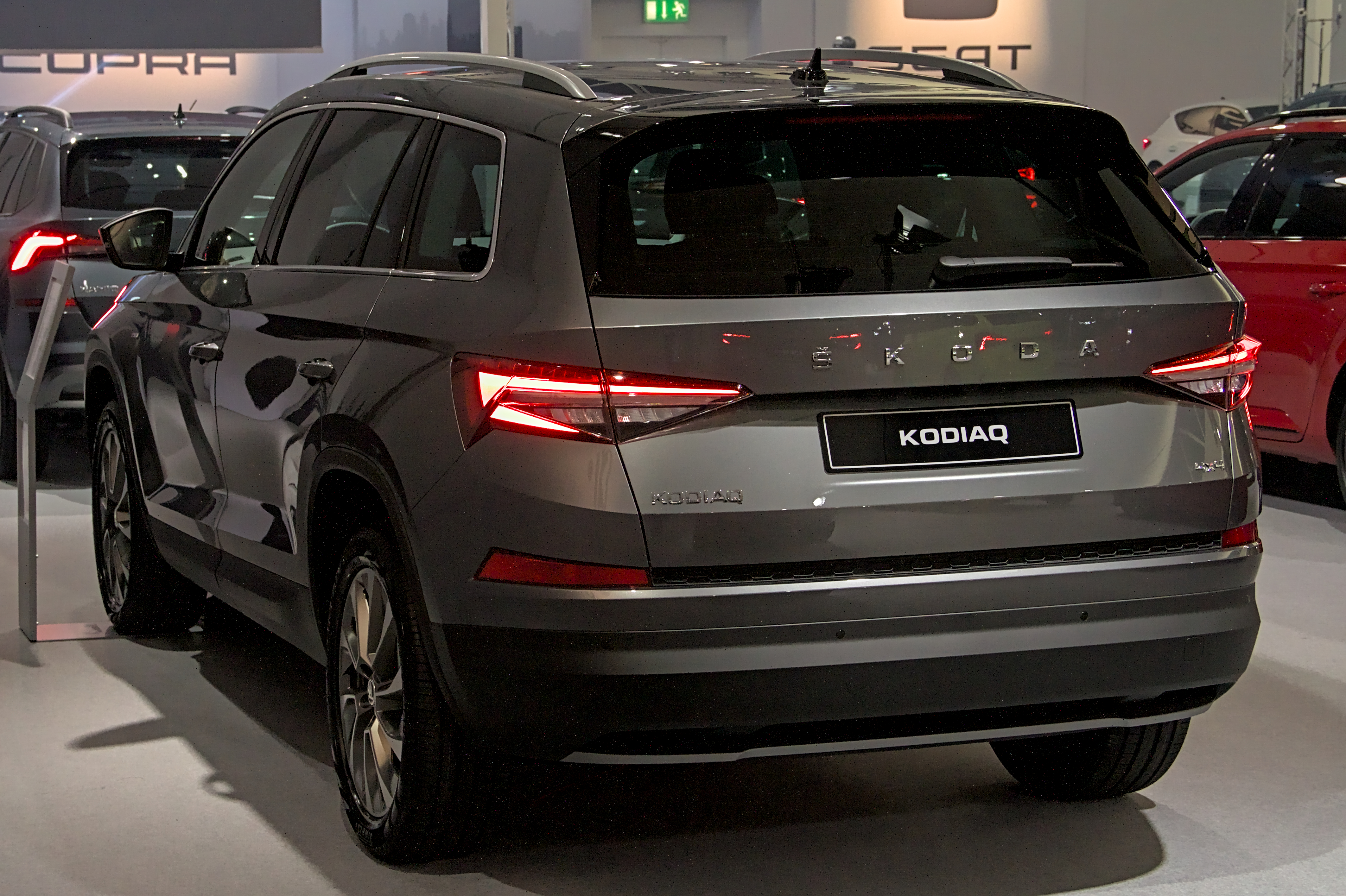
Vue de arrière
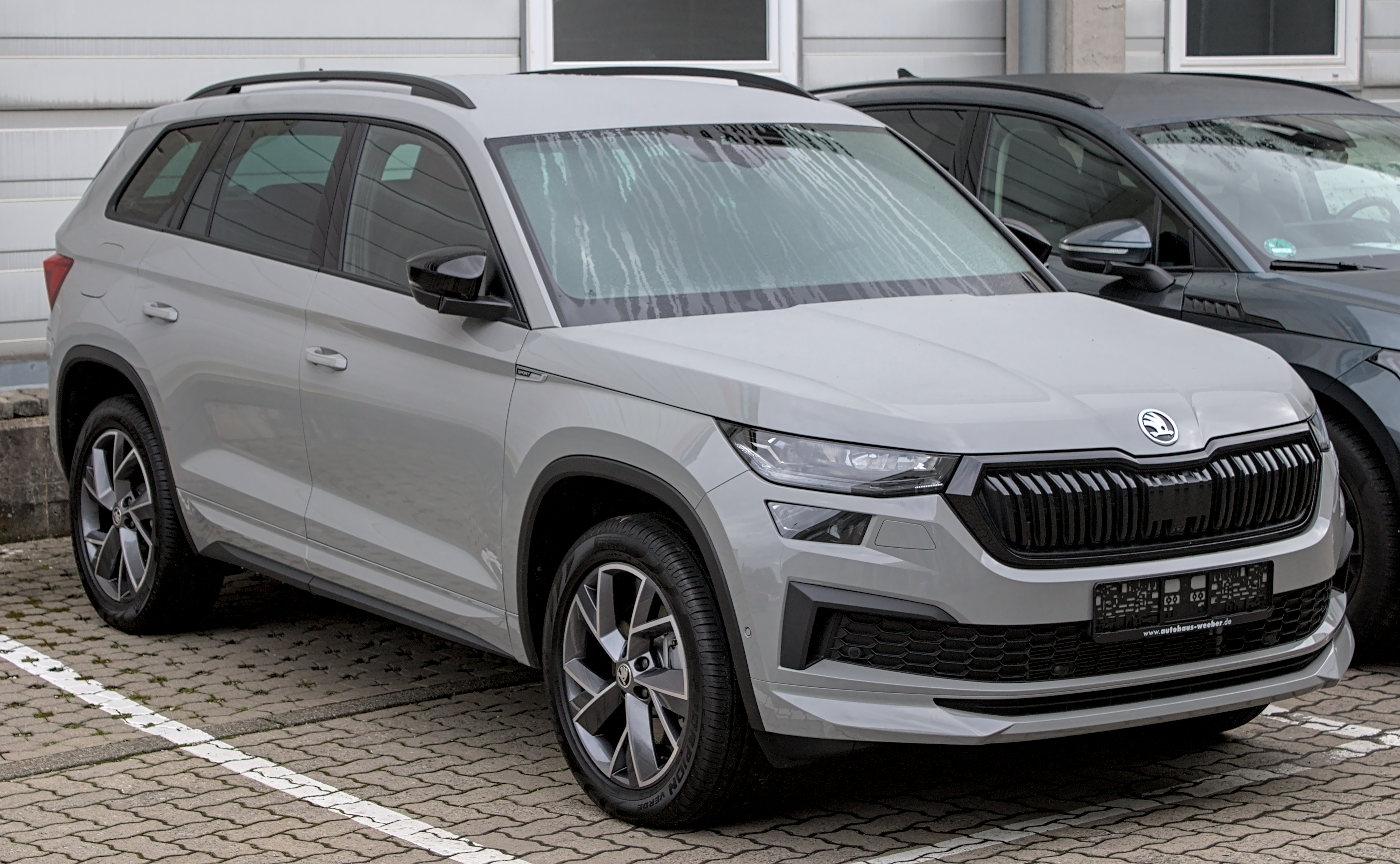
Vue avant

## Caractéristiques techniques
| Logo de Skoda                                     | Škoda Kodiaq        | Škoda Kodiaq                        | Škoda Kodiaq        | Škoda Kodiaq                        | Škoda Kodiaq                               | Škoda Kodiaq        | Škoda Kodiaq                               | Škoda Kodiaq                               | Škoda Kodiaq                               |
| Logo de Skoda                                     | 1.4 TSI 125         | 1.4 TSI 150                         | 1.4 TSI 150         | 1.4 TSI 150                         | 2.0 TDI 150                                | 2.0 TDI 150         | 2.0 TDI 150                                | 2.0 TDI 190                                | 2.0 TDI 240                                |
| ------------------------------------------------- | ------------------- | ----------------------------------- | ------------------- | ----------------------------------- | ------------------------------------------ | ------------------- | ------------------------------------------ | ------------------------------------------ | ------------------------------------------ |
| Moteur                                            | 4 cylindres essence | 4 cylindres essence                 | 4 cylindres essence | 4 cylindres essence                 | 4 cylindres diesel                         | 4 cylindres diesel  | 4 cylindres diesel                         | 4 cylindres diesel                         | 4 cylindres diesel                         |
| Admission                                         | Turbocompressé      | Turbocompressé                      | Turbocompressé      | Turbocompressé                      | Turbocompressé                             | Turbocompressé      | Turbocompressé                             | Turbocompressé                             | Turbocompressé                             |
| Cylindrée (cm3)                                   | 1 395               | 1 395                               | 1 395               | 1 395                               | 1 968                                      | 1 968               | 1 968                                      | 1 968                                      | 1 968                                      |
| Puissance maximale ch (kW)                        | 125 (93)            | 150 (112)                           | 150 (112)           | 150 (112)                           | 150 (112)                                  | 150 (112)           | 150 (112)                                  | 190 (142)                                  | 240 (179)                                  |
| au régime de : (tr/min)                           | 5 000 à 6 000       | 5 000 à 6 000                       | 5 000 à 6 000       | 5 000 à 6 000                       | 3 500 à 4 000                              | 3 500 à 4 000       | 3 500 à 4 000                              | 3 500 à 4 000                              | 4 000                                      |
| Couple maximal (N m)                              | 200                 | 250                                 | 250                 | 250                                 | 340                                        | 340                 | 340                                        | 400                                        | 500                                        |
| au régime de : (tr/min)                           | 1 400 à 4 000       | 1 500 à 3 500                       | 1 500 à 3 500       | 1 500 à 3 500                       | 1 750 à 3 000                              | 1 750 à 3 000       | 1 750 à 3 000                              | 1 750 à 3 250                              | 4 000                                      |
| Boîte de vitesses                                 | Manuelle 6 rapports | Automatique séquentielle 6 rapports | Manuelle 6 rapports | Automatique séquentielle 6 rapports | Automatique séquentielle 7 rapports (DSG7) | Manuelle 6 rapports | Automatique séquentielle 7 rapports (DSG7) | Automatique séquentielle 7 rapports (DSG7) | Automatique séquentielle 7 rapports (DSG7) |
| Transmission                                      | Traction            | Traction                            | Intégrale (4x4)     | Intégrale (4x4)                     | Traction                                   | Intégrale (4x4)     | Intégrale (4x4)                            | Intégrale (4x4)                            | Intégrale (4x4)                            |
| Vitesse maximale (km/h)                           | 190                 | 198                                 | 197                 | 194                                 | 199                                        | 197                 | 194                                        | 210                                        | 221 (5 places), 220 (7 places)             |
| 0-100 km/h (s)                                    | 10,5                | 9,6                                 | 9,8                 | 9,9                                 | 10,1                                       | 9,5                 | 10,2                                       | 8,9                                        | 6,9 (5 places), 7,0 (7 places)             |
| Consommation (L/100 km) urbain/extra-urbain/mixte | 7,5/5,3/6,1         | 7,5/5,6/6,3                         | 8,3/6,0/6,9         | 8,5/6,3/7,1                         | 5,8/4,6/5,0                                | 6,4/4,8/5,4         | 6,8/5,2/5,7                                | 6,6/5,3/5,7                                | 7,4/5,8/6,4                                |
| Émissions de CO2 (g/km)                           | 139                 | 143                                 | 155                 | 163                                 | 131                                        | 141                 | 149                                        | 150                                        | 152                                        |
| Masse à vide (kg)                                 | 1 427               | 1 471                               | 1 535               | 1 550                               | 1 592                                      | 1 630               | 1 665                                      | 1 677                                      | 1 805 (5 places), 1 838 (7 places)         |
| Capacité du réservoir (L)                         | 60                  | 60                                  | 58                  | 58                                  | 60                                         | 58                  | 58                                         | 58                                         | 60                                         |
| Norme environnementale                            | Euro 6d-Temp        | Euro 6d-Temp                        | Euro 6d-Temp        | Euro 6d-Temp                        | Euro 6d-Temp                               | Euro 6d-Temp        | Euro 6d-Temp                               | Euro 6d-Temp                               | Euro 6d-Temp                               |

## Finitions
Une version baroudeuse sous le nom de Scout est dévoilée au Salon international de l'automobile de Genève 2017.
Une nouvelle finition Laurin&Klement est dévoilée au Salon international de l'automobile de Genève 2018.
- Active (jusqu'à 2021)
- Ambition
- Business
- Style
- Sportline
- Scout (jusqu'à 2021)
- Laurin & Klement
- RS

### Séries spéciales
- Edition

## Versions

### Kodiaq RS
Le Škoda Kodiaq RS est présenté au Mondial Paris Motor Show 2018.

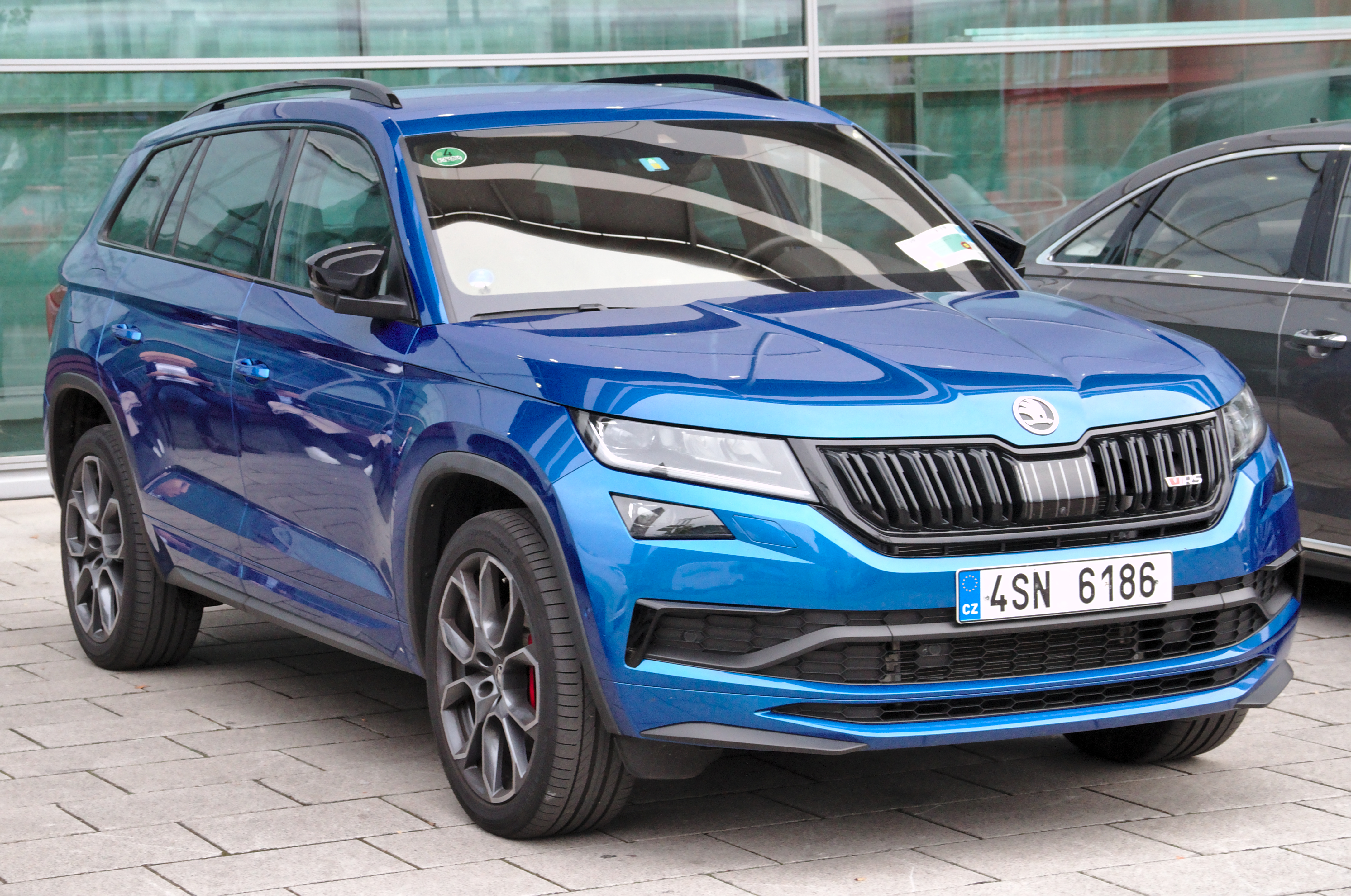
Škoda Kodiaq RS (phase 1)
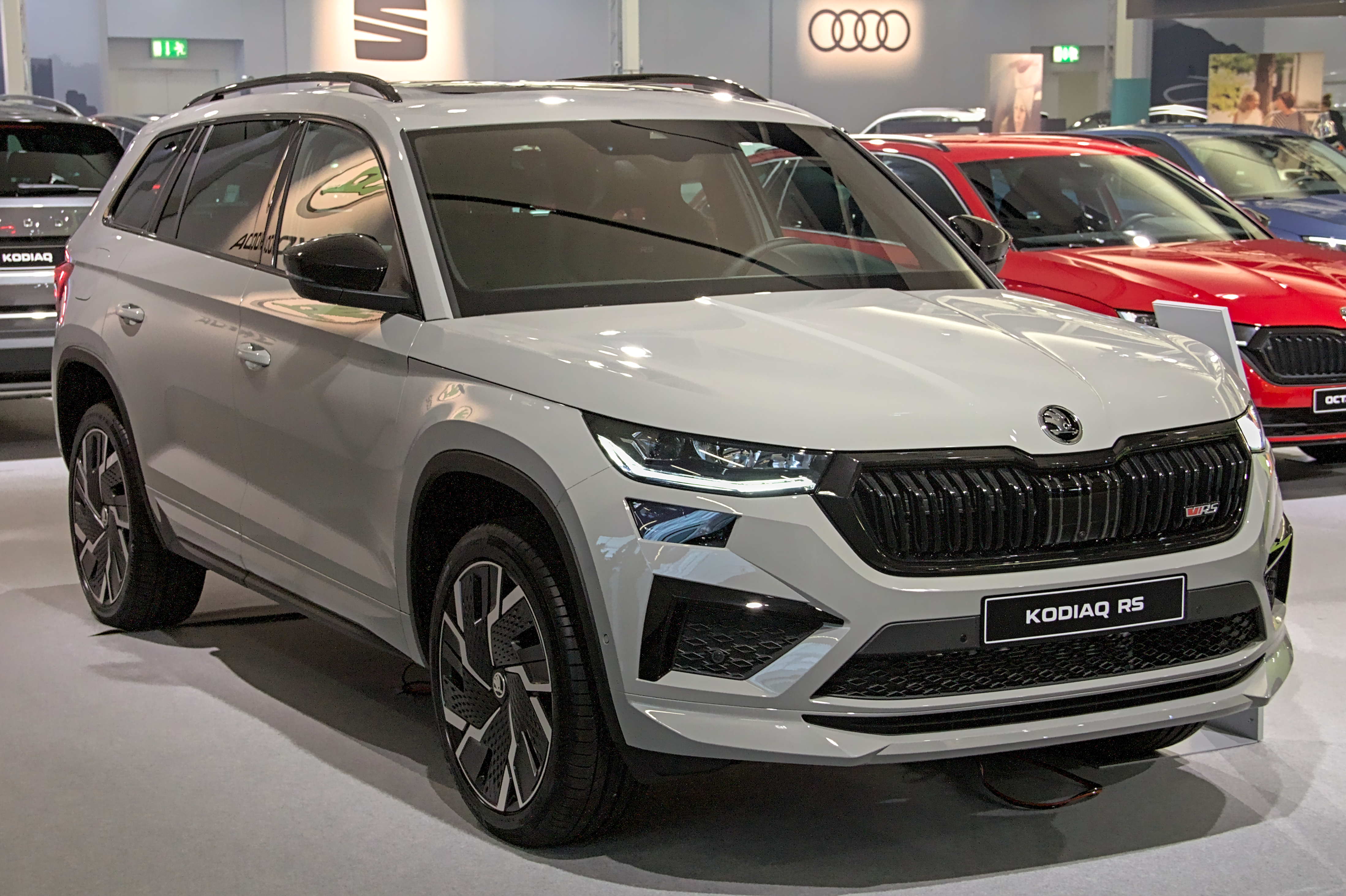
Škoda Kodiaq RS (phase 2)

### Kodiaq GT
Le Škoda Kodiaq GT, version coupé du SUV, est présenté à la presse le 17 octobre 2018 avant son exposition publique au salon de Guangzhou en novembre 2018. Du fait de sa ligne arrière très inclinée, le Kodiaq GT n'est disponible qu'en 5 places et il est réservé uniquement au marché chinois.
La GT n'est disponible qu'avec une motorisation 2 litres TSI déclinée en versions 186 et 220 ch associé la boîte DSG à sept rapports.

## Concept car
Le Škoda Mountiaq est un concept car de pick-up basé sur le Škoda Kodiaq et présenté le 4 juin 2019. Il est réalisé par les apprentis de l'école Škoda.